# Ко Тапу
Ко Тапу (тај. เกาะตะปู; у преводу нокат), познатији и као Тапу је једно од стотинак острва у Тајландском заливу Пхангнга. Постало је популарна туристичка атракција након снимања деветог филма Џејмс Бонда, Човек са златним пиштољем из 1974, након чега је и проглашен као незванично Џејмс Бонд острво.
Ко Тапу висок је око 20 m и удаљено је око 150 метара од континенталне обале. Бројни туристи свакдневно посећују острво чамцима и малим јахтама. Острво се налази у склопу АО Пхангнга националног парка у провинцији Пхангнга.
Занимљиво је да се и деветнаести наставак Џејмс Бонд серијала, Сутра не умире никад из 1997, једним делом снимао и на Ко Тапуу.